# Albrecht van Brandenburg-Ansbach (1620-1667)
Albrecht van Brandenburg-Ansbach (Ansbach, 18 september 1620 — aldaar, 22 oktober 1667) was markgraaf van het Frankische vorstendom Ansbach van 1634 tot 1667.
Deze Albrecht was de tweede zoon van Joachim Ernst van Brandenburg-Ansbach en Sophie van Solms-Laubach. Na de dood van zijn vader in 1625 had eerst zijn oudere broer Frederik, weliswaar onder regentschap van zijn moeder, de titel van markgraaf gevoerd. In 1634 echter sneuvelde Frederik in de Dertigjarige Oorlog. Aangezien die geen nakomelingen had, erfde Albrecht, als tweede zoon, de titel, weliswaar opnieuw onder voogdij van zijn moeder. Vanaf 1639 nam hij daadwerkelijk de regering waar.

## Huwelijken en afstammelingen
Eerste huwelijk in 1642 met Henriette Louise (1623-1650), dochter van Lodewijk Frederik van Württemberg-Montbéliard,
- Sophie Elisabeth (1643-1643)
- Albertine Luise (1646-1670)
- Sophie Amalie (1649-1649)

Tweede huwelijk in 1651 met Sophie Margarete (1634-1664), dochter van graaf Joachim Ernst van Oettingen-Oettingen.
- Louise Sophie (1652-1668)
- Johan Frederik (1654-1686), markgraaf van Brandenburg-Ansbach
- Albrecht Ernst (1659-1674)
- Dorothea Charlotte (1661-1705) - gehuwd met Ernst Lodewijk van Hessen-Darmstadt (landgraaf)
- Eleonore Juliane (1663-1724) - gehuwd met Frederik Karel van Württemberg-Winnental

Derde huwelijk in 1664 met Christine van Baden-Durlach (1645-1705), dochter van Frederik VI van Baden-Durlach,
- geen kinderen

### Voorouders
| Kwartierstaat van Albrecht van Brandenburg-Ansbach | Kwartierstaat van Albrecht van Brandenburg-Ansbach                                            | Kwartierstaat van Albrecht van Brandenburg-Ansbach                                            | Kwartierstaat van Albrecht van Brandenburg-Ansbach                                            | Kwartierstaat van Albrecht van Brandenburg-Ansbach                                            | Kwartierstaat van Albrecht van Brandenburg-Ansbach                                            | Kwartierstaat van Albrecht van Brandenburg-Ansbach                                            | Kwartierstaat van Albrecht van Brandenburg-Ansbach                                            | Kwartierstaat van Albrecht van Brandenburg-Ansbach                                            |
| -------------------------------------------------- | --------------------------------------------------------------------------------------------- | --------------------------------------------------------------------------------------------- | --------------------------------------------------------------------------------------------- | --------------------------------------------------------------------------------------------- | --------------------------------------------------------------------------------------------- | --------------------------------------------------------------------------------------------- | --------------------------------------------------------------------------------------------- | --------------------------------------------------------------------------------------------- |
| Overgrootouders                                    | Joachim II Hector van Brandenburg (1505-1571) ∞ Magdalena van Saksen (1507-1534)              | Joachim II Hector van Brandenburg (1505-1571) ∞ Magdalena van Saksen (1507-1534)              | Joachim Ernst van Anhalt (1536-1586) ∞ Agnes van Barby (1540-1569)                            | Joachim Ernst van Anhalt (1536-1586) ∞ Agnes van Barby (1540-1569)                            | ? (–) ∞ ? (–)                                                                                 | ? (–) ∞ ? (–)                                                                                 | ? (–) ∞ ? (–)                                                                                 | ? (–) ∞ ? (–)                                                                                 |
| Grootouders                                        | Johan Georg van Brandenburg (1525-1598) ∞ Elisabeth van Anhalt (1563-1607)                    | Johan Georg van Brandenburg (1525-1598) ∞ Elisabeth van Anhalt (1563-1607)                    | Johan Georg van Brandenburg (1525-1598) ∞ Elisabeth van Anhalt (1563-1607)                    | Johan Georg van Brandenburg (1525-1598) ∞ Elisabeth van Anhalt (1563-1607)                    | Johan George I van Solms-Laubach (1624-1705) ∞ Margarethe von Schönburg-Glauchau (1554–1606)  | Johan George I van Solms-Laubach (1624-1705) ∞ Margarethe von Schönburg-Glauchau (1554–1606)  | Johan George I van Solms-Laubach (1624-1705) ∞ Margarethe von Schönburg-Glauchau (1554–1606)  | Johan George I van Solms-Laubach (1624-1705) ∞ Margarethe von Schönburg-Glauchau (1554–1606)  |
| Ouders                                             | Joachim Ernst van Brandenburg-Ansbach (1583-1625) x 1682 Sophie van Solms-Laubach (1594-1651) | Joachim Ernst van Brandenburg-Ansbach (1583-1625) x 1682 Sophie van Solms-Laubach (1594-1651) | Joachim Ernst van Brandenburg-Ansbach (1583-1625) x 1682 Sophie van Solms-Laubach (1594-1651) | Joachim Ernst van Brandenburg-Ansbach (1583-1625) x 1682 Sophie van Solms-Laubach (1594-1651) | Joachim Ernst van Brandenburg-Ansbach (1583-1625) x 1682 Sophie van Solms-Laubach (1594-1651) | Joachim Ernst van Brandenburg-Ansbach (1583-1625) x 1682 Sophie van Solms-Laubach (1594-1651) | Joachim Ernst van Brandenburg-Ansbach (1583-1625) x 1682 Sophie van Solms-Laubach (1594-1651) | Joachim Ernst van Brandenburg-Ansbach (1583-1625) x 1682 Sophie van Solms-Laubach (1594-1651) |
| Albrecht van Brandenburg-Ansbach (1620-1667)       |                                                                                               |                                                                                               |                                                                                               |                                                                                               |                                                                                               |                                                                                               |                                                                                               |                                                                                               |

- Gemeinsame Normdatei: 118883976
- Virtual International Authority File: 59882244
- WorldCat: E39PBJvhp6Y9bBtqHGFbxdm68C